# Marco Foyot
Jean-Marc Foyot (ur. 6 czerwca 1953 w Meaux) – francuski gracz i trener pétanque, mistrz świata z 1992 r. Aktualnie mieszka w Saint-Brès.

## Życiorys
Marco Foyot urodził się 6 czerwca 1953 w Meaux, 50 km od Paryża. Uczęszczał do szkoły im. Henryka IV, a następnie do college'u.

### 1966-1976 - lekkoatletyka
W młodości uprawiał lekką atletykę. Posiadał licencję klubu C.S. Meaux. W 1966 został rekordzistą Francji w kategorii juniorów w biegu na 600 m z czasem 1:26,06.
W latach 1970 i 1971 Marco został czterokrotnie wybrany do reprezentacji Francji juniorów w biegu na 800 m

### 1966-1991 - pétanque
W 1966 ojciec Jeana-Marca założył klub petanki Le Cochonnet Meldois i Marco wygrał swój pierwszy turniej w wieku 13 lat.
Foyot porzucił bieganie i zajął się intensywnym treningiem petanque. W latach 1974, 1975 i 1976 Marco wygrywał prestiżowy turniej Mondial La Marseillaise. We wrześniu 1977 r. urodził się syn Marca - Benjamin.